# Olbus sparassoides
Olbus sparassoides là một loài nhện trong họ Corinnidae.
Loài này thuộc chi Olbus. Olbus sparassoides được Hercule Nicolet miêu tả năm 1849.